# Епархия Лансинга
Епархия Лансинга (лат. Dioecesis Lansingensis) — епархия Римско-Католической церкви с центром в городе Лансинг, США. Епархия Лансинга входит в митрополию Детройта. Кафедральным собором епархии Каламазу является Собор Пресвятой Девы Марии.

## История
22 мая 1937 года Римский папа Пий XI издал буллу Ecclesiarum in orbe, которой учредил епархию Лансинга, выделив её их архиепархии Детройта.
19 декабря 1970 года епархия Лансинга передала часть своей территории новой епархии Каламазу.

## Ординарии епархии
- епископ Джозеф Генри Альберс[англ.] (04.08.1937 — 01.12.1965)
- епископ Александр Мечеслав Залески[англ.] (01.12.1965 — 16.05.1975)
- епископ Кеннет Джозеф Повиш[англ.] (08.10.1975 — 07.11.1995)
- епископ Карл Фредерик Менгелинг[англ.] (07.11.1995 — 27.02.2008)
- епископ Эрл Альфред Бойя[англ.] (с 27.02.2008)

## Источник
- Annuario Pontificio, Libreria Editrice Vaticana, Città del Vaticano, 2003, ISBN 88-209-7422-3
- Булла Ecclesiarum in orbe, AAS 29 (1937), стр. 389  (лат.)